# Liste der Naturdenkmale in Endlichhofen
Die Liste der Naturdenkmale in Endlichhofen nennt die im Gemeindegebiet von Endlichhofen, Deutschland ausgewiesenen Naturdenkmale (Stand 20. Mai 2024).

## Naturdenkmale
| Nr.         | Bezeichnung | Lage                                                  | Beschreibung                                                                         | Bild                          |
| ----------- | ----------- | ----------------------------------------------------- | ------------------------------------------------------------------------------------ | ----------------------------- |
| ND-7141-401 | Dicke Eiche | südlich des Ortes an der K 80; Flur Bei der Eich Lage | Quercus robur, zwischen 1550 und 1600 gekeimt, 17 m hoch bei 2,46 m Stammdurchmesser | mehr Fotos \| Fotos hochladen |